# 慈悲道場懺法
慈悲道場懺法，據說是寶誌禪師等九位高僧，應梁武帝要求為超渡其髮妻郗皇后所作，故俗稱《梁皇寶懺》、《梁皇懺》，有「懺王」的美稱。其中根據《法華經》、《華嚴經》、《涅槃經》、《楞伽經》、《三千佛懺》等佛經中抄錄的1275佛號而編成，共計兩千多次禮佛，能與冤親債主解怨釋結，祈求陽世檀越除病消災，號稱「懺法之王」。懺文說“慈悲道場”四字乃彌勒菩薩夢中顯聖傳授而得。

## 緣起
南朝梁朝武帝平素崇佛，晚年更幾度剃髮出家又還俗。史書稱他的德皇后郗氏去世後，轉生爲龍，棲身於後宮的井中，并托夢於梁武帝；而《慈悲道場懺法傳》則直言郗氏因嫉妒心強且害死武帝的妃子，得報應轉生到蟒蛇身，無處安庇只能屈身在井中，鱗甲下蟲子嚙咬，煎熬難忍，便現身求梁武帝超度救苦，梁武帝遂與高僧一道製定了《慈悲道場懺法》。
懺法卷第一提到“立此慈悲道场四字，乃因梦感弥勒世尊既慈隆即世，悲臻后劫，依事题名，弗敢移易”，說感應到當來下生彌勒佛夢中現身，賜“慈悲道場”四字爲懺法名。

## 懺文內容
南朝天監年間，梁武帝邀高僧將文宣王蕭子良撰的二十卷《淨住子淨行法門》（簡稱《淨住子》）刪繁去蕪，採集諸經妙語，編成十卷悔文，總列四十品章。
- 卷一：皈依，斷疑，懺悔
- 卷二： 發菩提心，發別願，發回向心
- 卷三 ：顯果報
- 卷四 ：顯果報
- 卷五 ：解冤釋結（六親怨懟）
- 卷六 ：解冤釋結（一切眾生）
- 卷七 ：自慶，警緣三寶
- 卷八至卷十： 為四生六道拜懺

### 外部資料
- 觀成法師. . 加拿大 國際佛教觀音寺.   [2013-04-29]. （原始内容存档于2014-06-16） （中文（香港））.
- 《慈悲道場懺法》儀式與音樂的研究 （页面存档备份，存于）
- 「梁皇懺」初探 （页面存档备份，存于） 徐立強